# Karta telewizyjna

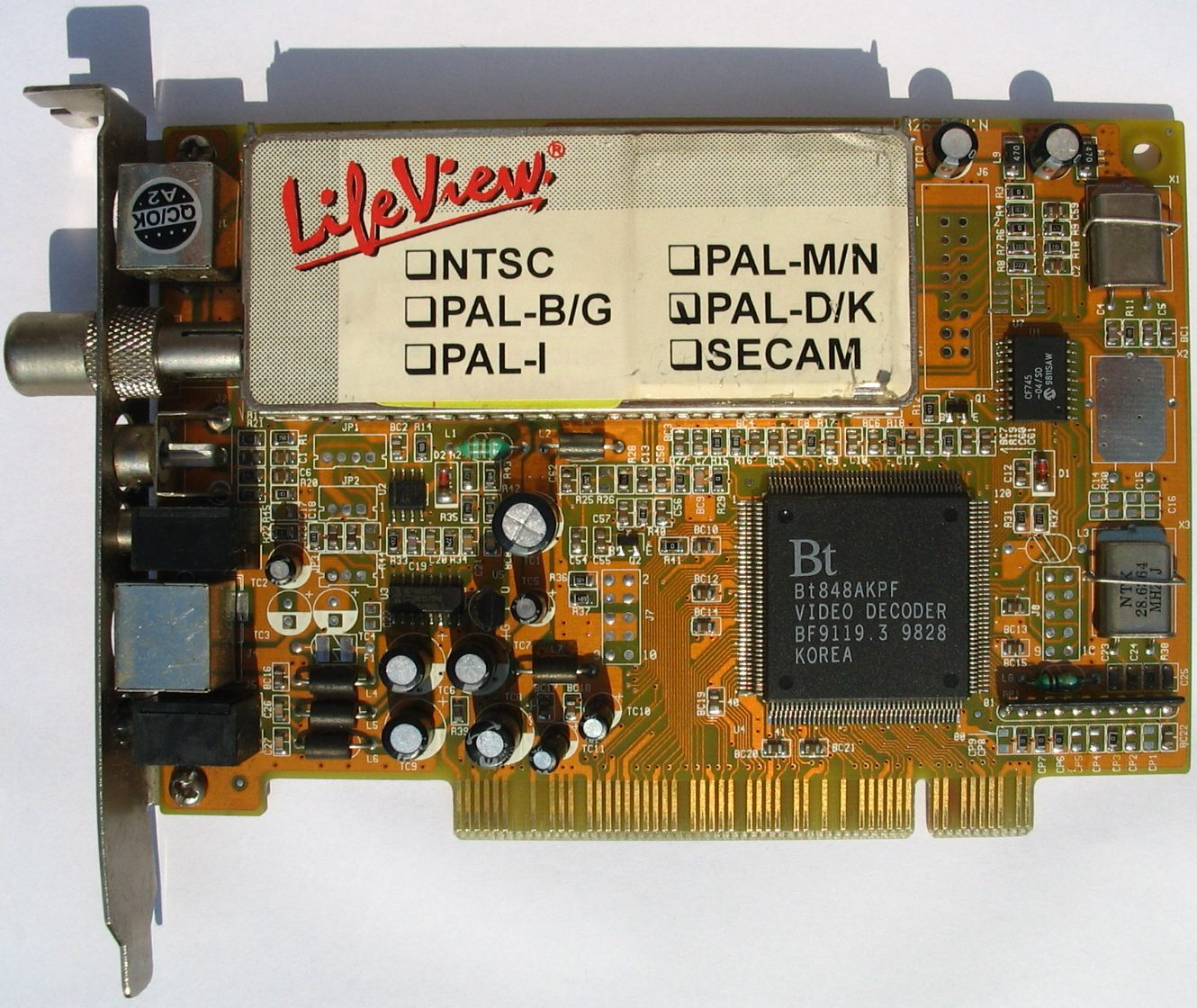
Karta telewizyjna korzystająca z układu BT848

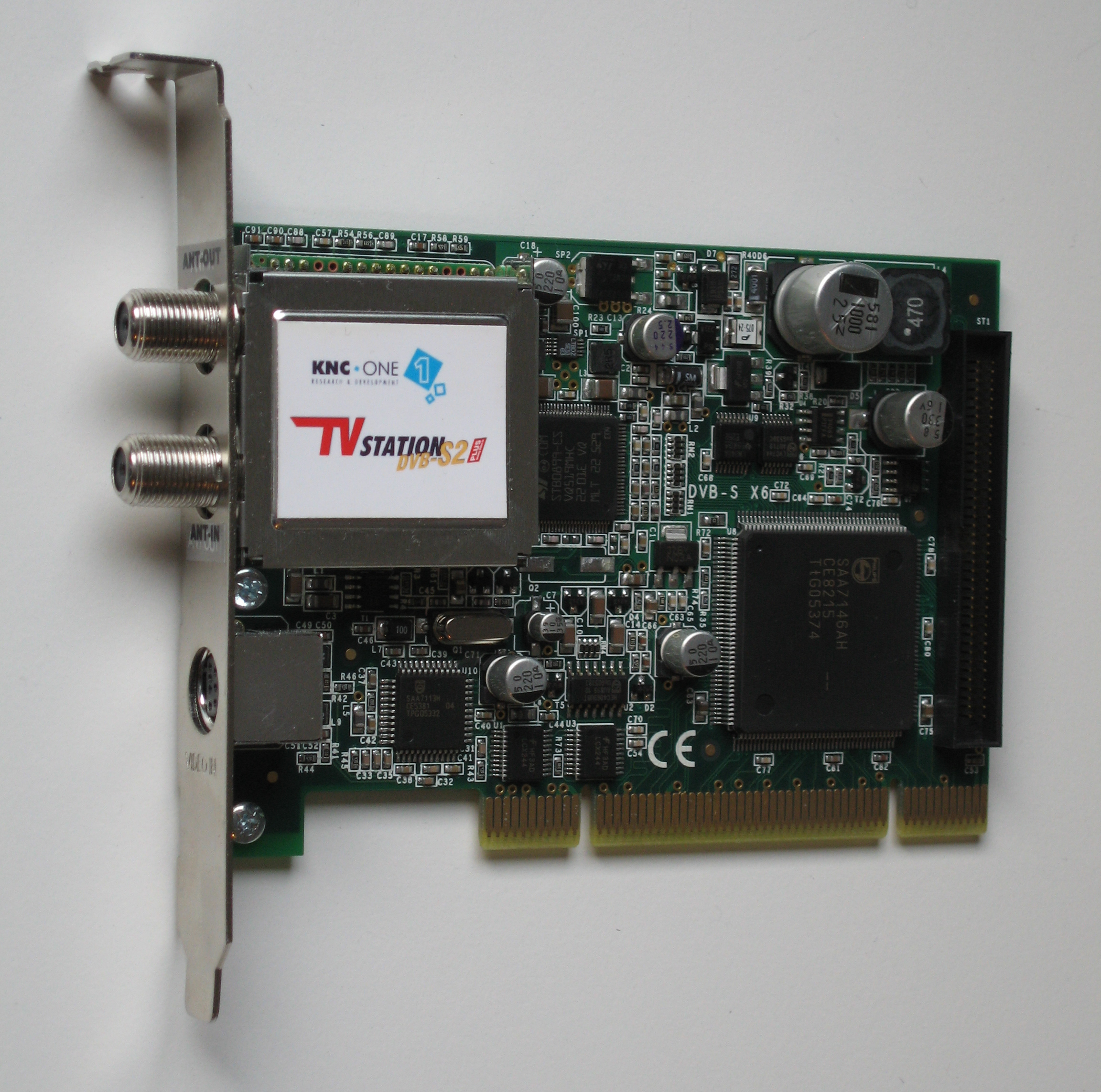
Jedna z pierwszych kart telewizyjnych w standardzie DVB-S2

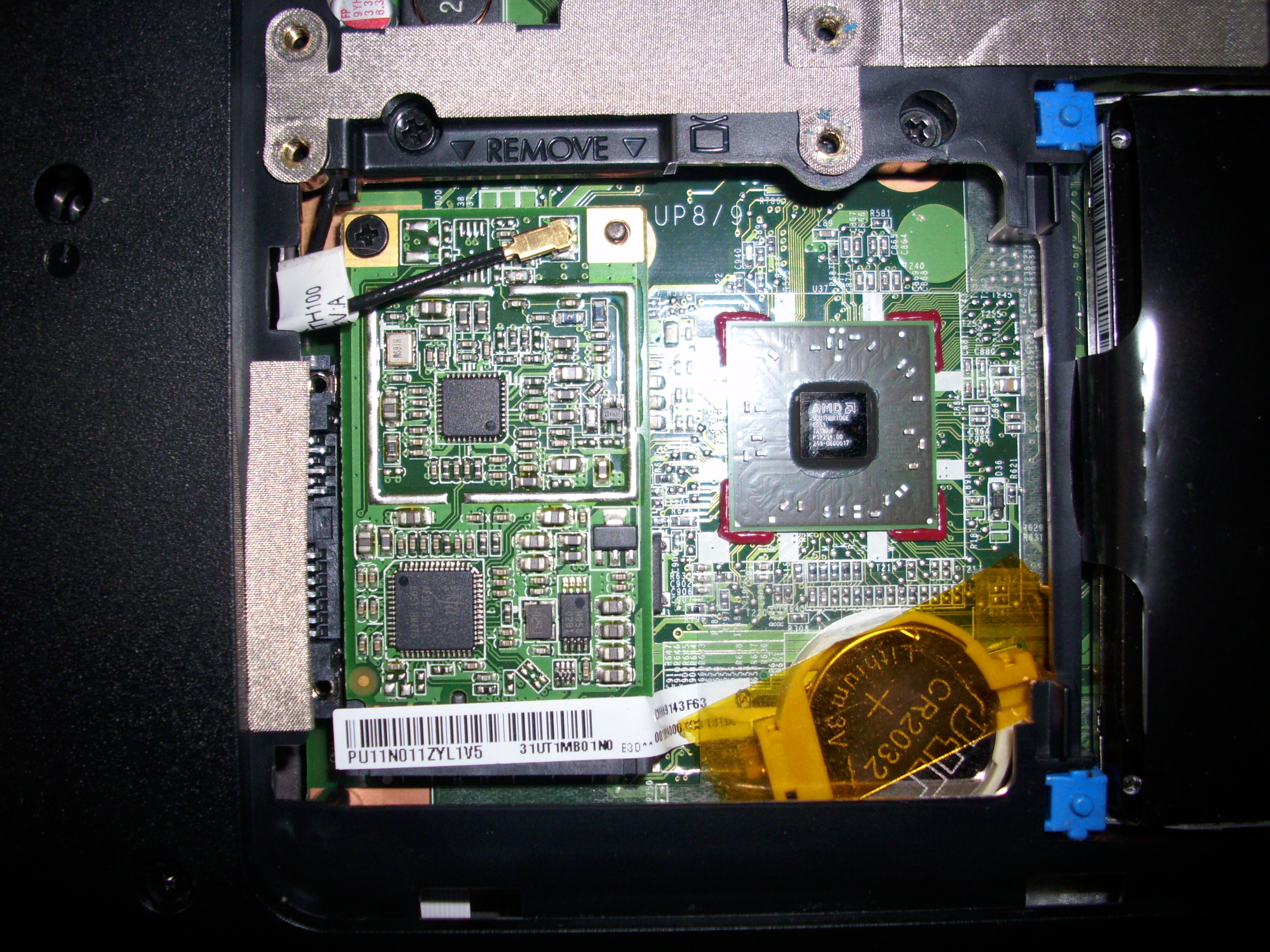
Karta DVB-T wbudowana w komputer przenośny serii HP Pavilion

Karta telewizyjna (ang. tuner card) – urządzenie wejścia/wyjścia komputera. Umożliwia rejestrację, przetwarzanie i odtwarzanie obrazu telewizyjnego. Często posiada komplet wejść i wyjść analogowych, umożliwiających podłączenie do komputera magnetowidu, gry wideo czy telewizora. Zdarzają się również karty umożliwiające odbiór radia FM. Takie urządzenia są podłączane zwykle przez port PCI, USB lub nawet bezpośrednio do monitora.
Karta telewizyjna umożliwia odbiór programów telewizji naziemnej, telewizji satelitarnej oraz telewizji cyfrowej. Może służyć także do przechwytywania sekwencji wideo i prostej (liniowej) edycji wideo.
Współcześnie karty telewizyjne już nie są wbudowywane w laptopy. Coraz częściej można nabyć je w formie USB oraz PCI Express, który jest nowszym standardem od PCI.

## Budowa i funkcje karty TV
Karta telewizyjna, w zależności od typu, może się składać z:
- tunera wybranego standardu (najczęściej DVB-T, ewentualnie też C, S, nowsze ich wersje albo TV analogowa),
- przetwornika analogowo-cyfrowego,
- dekodera MPEG,
- wejścia antenowego RF in, często także HDMI, S-Video albo Composite video, można także spotkać wyjście antenowe RF out (Loop).

Głowica karty jest takim samym urządzeniem, jakie jest stosowane w telewizorach. Dzięki temu możliwe jest odbieranie sygnału telewizyjnego z anteny lub kabla. Następnie, w przypadku, gdy używamy telewizji analogowej, sygnał jest przetwarzany przez konwerter analogowy-cyfrowy na postać zrozumiałą przez komputer. Tak otrzymane dane są przesyłane do oprogramowania, które są zapisywane lub wyświetlane na ekranie monitora. Aby zapisać nagranie w postaci pliku, procesor musi dokonać kodowania obrazu i dźwięku do formatu np. MPEG-1 lub MPEG-2.

Karty posiadające tuner DVB-T lub DVB-S do odbioru cyfrowej telewizji naziemnej lub satelitarnej umożliwiają przechwytywanie video w postaci cyfrowej w formacie MPEG2/4, H.264 i zapis strumienia danych bezpośrednio na dysku. Takie rozwiązanie umożliwia uzyskanie wysokiej jakości nagrania bez konieczności kodowania lub dekodowania sygnału przed zapisem. Jednak, aby odtworzyć materiał należy go zdekodować przed wyświetleniem. Do tego celu może być wykorzystana moc procesora lub sprzętowy dekoder umieszczony na karcie telewizyjnej.